# Зеленогорськ (Красноярський край)
Зеленогорськ (рос. Зеленогорск) — місто крайового підпорядкування, має статус закритого адміністративно-територіального утворення Красноярського краю Росії. Населення - 61 915 осіб.

## Географія
Місто розташоване на лівому березі річки Кан в гирлі Барги, за 137 км на схід від Красноярська, за 18 км на північний захід від міста Заозерне, де розташована залізнична станція. Раніше носив назви Заозерний-13, потім Красноярськ-45.
На території ЗАТЕ Зеленогорськ розташовуються п. Жовтневий, Яружний 1000 дворів, Орловка, які є частиною м Зеленогорськ

## Економіка
- АТ «ВО «Електрохімічний завод» - виробник урану. Виробництво високозбагаченого урану на АТ «ВО "ЕХЗ"» почалося в 1962 році. Відповідно до рішення про повне припинення виробництва високозбагаченого урану з 1988 року підприємство випускає низькозбагачений уран для виготовлення палива реакторів атомних електростанцій. Після зупинки в 1990 році енергоємного газодифузійного каскаду збагачення урану проводиться за допомогою газових центрифуг.
- Філія ПАТ «ОГК-2» Красноярська ГРЕС-2  - є основним джерелом теплової енергії для споживачів Зеленогорська та гуртовим постачальником електричної енергії на федеральний гуртовий ринок електричної енергії.